# سانتا كروز ديل ايسلوت
سانتا كروز ديل ايسلوت هي جزيرة إصطناعية تقع على ساحل إدارة بوليفار.